# Lee megye (Mississippi)
Lee megye az Amerikai Egyesült Államokban, azon belül Mississippi államban található. Megyeszékhelye és legnagyobb városa Tupelo. Lakosainak száma 83 343 fő (2020. április 1.).

## Szomszédos megyék
- Prentiss megye (észak)
- Itawamba megye (kelet)
- Monroe megye (délkelet)
- Chickasaw megye (délnyugat)
- Pontotoc megye (nyugat)
- Union megye (északnyugat)

## Népesség
A megye népességének változása:
| Lakosok száma | 82 985 | 84 100 | 84 960 | 85 340 | 85 300 | 83 343 |
|               | 2010   | 2011   | 2012   | 2013   | 2015   | 2020   |